# Loppor
Loppor (Siphonaptera) är en ordning i klassen insekter med cirka 70 arter i Europa och ungefär 2 400 arter i hela världen. Loppor är blodsugande ektoparasiter som lever på varmblodiga djur, det vill säga däggdjur eller fåglar. De fullbildade insekterna livnär sig genom att suga blod och kan sprida sjukdomar.

## Historik

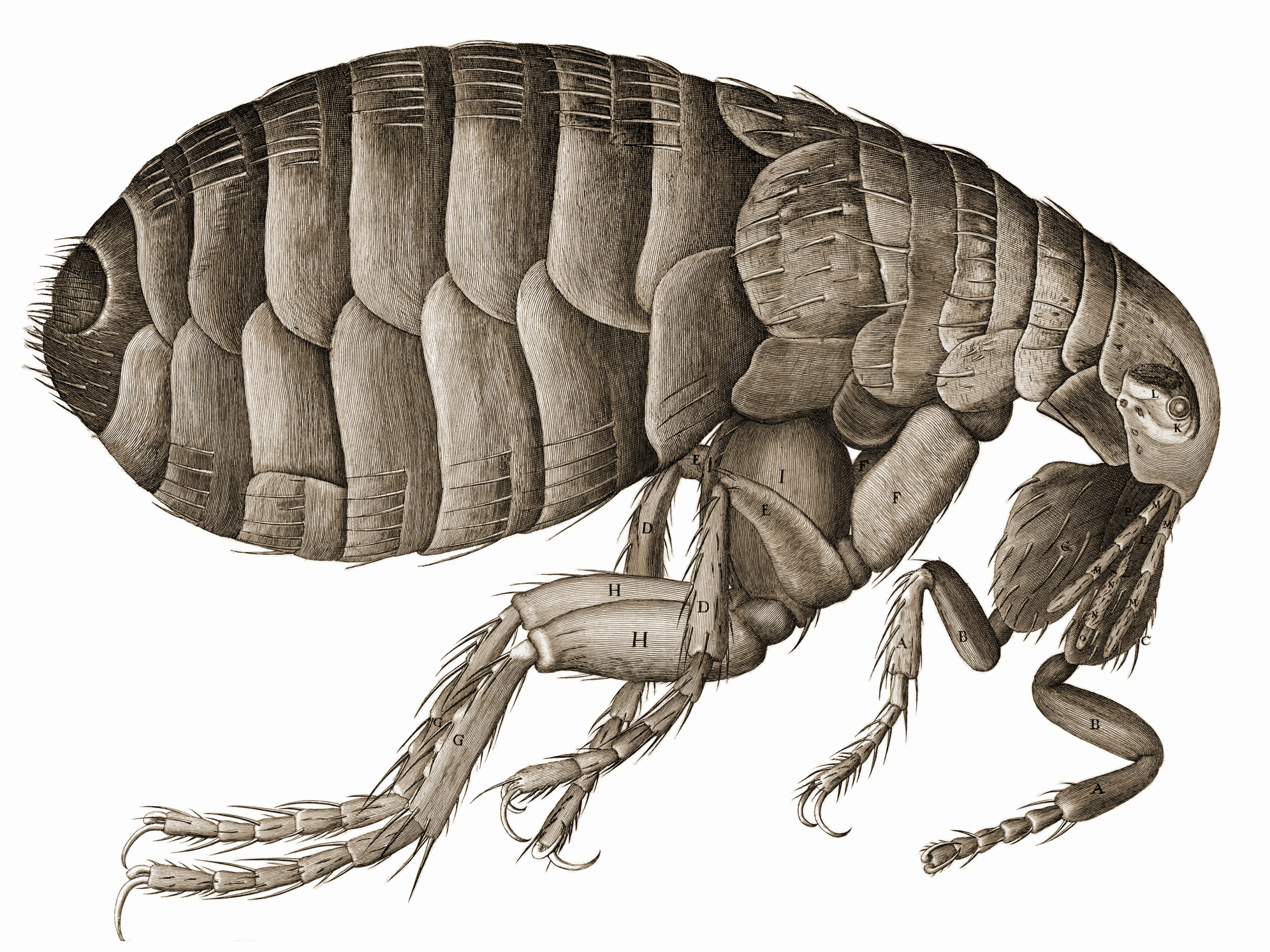
Robert Hooke var en av de första som kunde studera loppan på nära håll. (Micrographia)

I och med att mikroskopet uppfanns så kunde man studera lopporna som tidigare orsakat en mängd sjukdomar i och med att de spred pesten (yersinia pestis), vilket resulterade i Digerdöden på 1300-talet. Bättre sanitära förhållanden, minskad trångboddhet och avlusning har lett till minskning av många infektionssjukdomar.

## Kännetecken
Loppor är små, vinglösa insekter, mellan 1,5 och 9 millimeter. Kroppen är starkt tillplattad från sidorna för att loppan lättare ska kunna ta sig fram i pälsen eller fjädrarna på värddjuren. För att hålla sig fast vid värddjuren använder lopporna sina små men starka klor och att hålla sig fast i värddjurens päls eller fjädrar underlättas även av att loppornas kropp är försedd med små men kraftiga, bakåtriktade borst. Loppor har också kraftiga bakben, anpassade för att hoppa med. Huvudet är litet, mundelarna är stickande och sugande och de två ögonen är enkla punktögon.

## Utbredning
Loppor finns över hela världen. I områden där kyla råder, är beroendet av en varmblodig värd grunden för loppans liv, att kunna byta värd är en färdighet som loppan behärskar. Arten av värd, hund, svala, eller människa har också betydelse, men det är bara temporärt för loppan som söker sig till rätt värddjur.

## Levnadssätt
Loppor har en livscykel som innefattar fyra utvecklingsstadier, ägg, larv, puppa och imago. Honan måste suga blod före äggläggningen. Larverna livnär sig på organiskt material. De saknar ben och har inte heller ögon. Förpuppningen sker inuti en kokong.

## Familjer
- fladdermusloppor (Ischnopsyllidae)
- fågelloppor (Ceratophyllidae)
- grävlingloppor (Vermipsyllidae)
- husloppor (Pulicidae) (inklusive människoloppa, Pulex irritans)
- mullvadsloppor (Hystrichopsyllidae)
- smågnagarloppor (Leptopsyllidae)